# Rendez-vous aux jardins

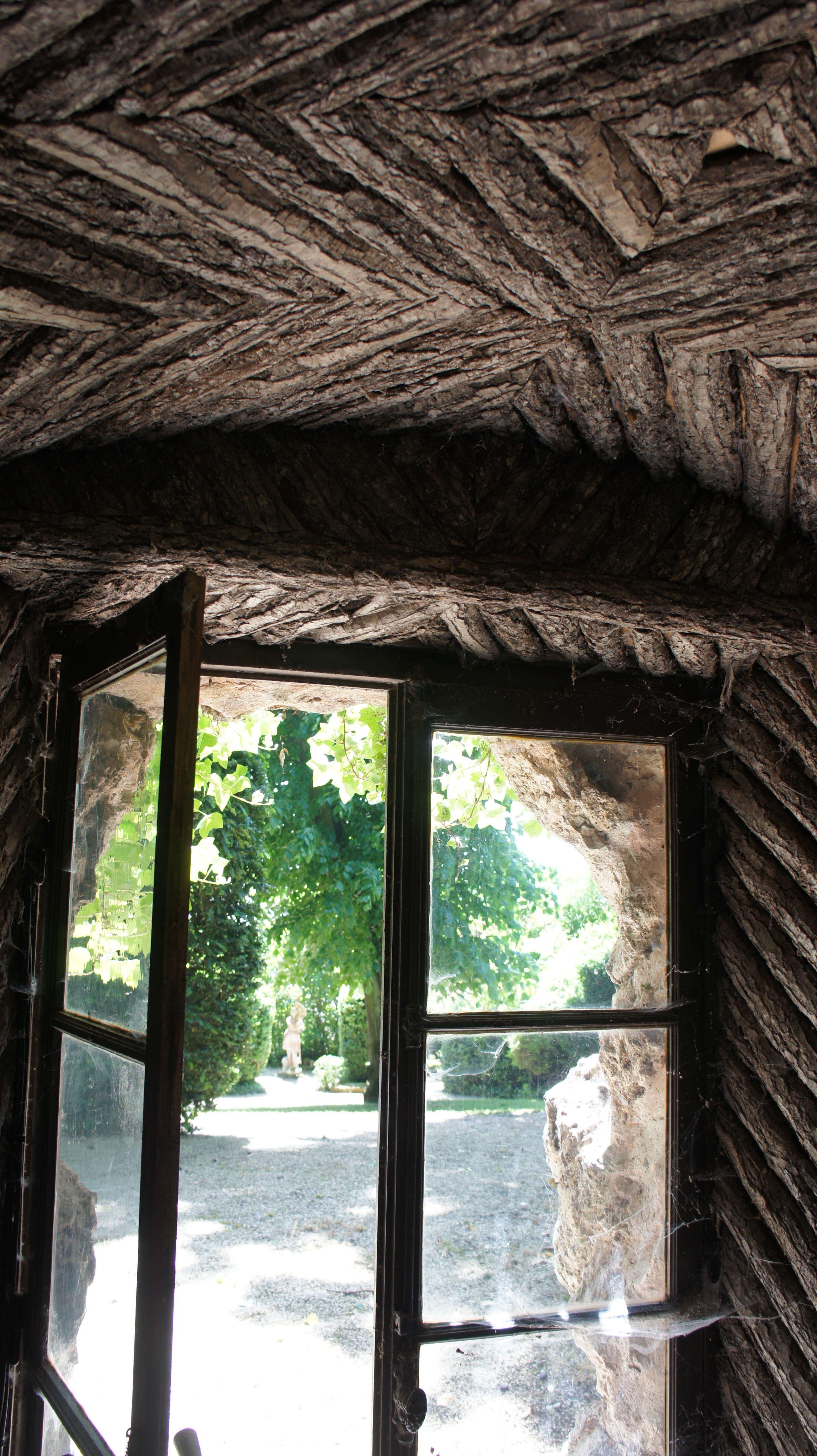
Le jardin du vicomte de Bona-Dona (2013), à Ay (Marne).

Rendez-vous aux jardins est une manifestation annuelle organisée par le ministère de la Culture depuis 2003. Elle se déroule le premier week-end de juin sur un thème choisi chaque année par la Commission nationale du patrimoine et de l’architecture (CNPA), section parcs et jardins (7e section). Après « les cinq sens au jardin » en 2024, le thème retenu en 2025 est « Jardins de pierres, pierres de jardins ». En 2018, à l’occasion de l’année européenne du patrimoine culturel, les Rendez-vous aux jardins ont acquis une dimension européenne (plus de 20 pays participants).

## Objectifs
Cette manifestation a été créée pour faire découvrir  la richesse et la diversité des parcs et jardins et sensibiliser les visiteurs aux actions mises en œuvre afin de faire connaître, conserver, restaurer, créer des jardins et former les jardiniers et les jardiniers d'art.

## Organisation
Le ministère de la Culture organise les Rendez-vous aux jardins au niveau national et assure la coordination au niveau européen. Les directions régionales des Affaires culturelles sont chargées de la mise en œuvre de cet événement en métropole et en Outre-mer.
Un appel est lancé aux propriétaires de jardins, publics comme privés, pour qu’ils ouvrent leurs jardins et proposent des animations pour tous les publics (visites guidées, ateliers pédagogiques, concerts, …).
Le vendredi est dédié en avant-première au public scolaire. Le samedi et le dimanche, les jardins ouvrent largement à tous les publics.

## Critères
Pour ouvrir au public, le jardin avoir un intérêt culturel, architectural, esthétique, paysager,   botanique, scientifique…., et être bien entretenu.
Au-delà de l’ouverture, le ministère de la Culture incite les propriétaires à proposer des visites guidées, à mettre en place des animations (ateliers pédagogiques, concerts, expositions, circuits de visites…) et à accorder des tarifs préférentiels pour tous les publics.

## Participation
Le nombre de jardins ouverts au public augmente chaque année, il passe de 930 en 2003 à 2 300 en 2024 avec plus de 3 500 animations organisées à cette occasion.

### Autres manifestations du ministère de la culture française
- Festival de l'histoire de l'art
- Fête du cinéma
- Fête de la musique
- Fêtes de la lecture en France
- Journées européennes du patrimoine
- Nuit européenne des musées
- Printemps des Poètes